# Agrupación Gomera de Independientes
Agrupación Gomera de Independientes o Agrupación Electoral Gomera Independiente fue una organización política de corte insularista de la isla de La Gomera (Canarias, España) surgida en 1983 a partir de antiguos afiliados de la extinta Unión de Centro Democrático (UCD). Se presentaron a las elecciones pretendiendo convertirse en una alternativa política a la hegemonía del PSOE. En esos primeros comicios logrará dos parlamentarios, la presidencia del Cabildo de La Gomera y las alcaldías de Agulo, Hermigua y Valle Gran Rey, pero en 1986 sufre un vuelvo electoral a favor del PSOE. En 1987 forma coalición con Centro Democrático y Social (CDS), pero ello no evitará la pérdida de la presidencia del cabildo y las alcaldías de Agulo y Hermigua a favor del PSOE.
Al igual que el resto de partidos que formaban la Agrupaciones Independientes de Canarias (AIC), en 1993 se integró dentro de Coalición Canaria, presentándose desde entonces a todas las elecciones bajo esta denominación.

## Resultados electorales

### Elecciones al Parlamento de Canarias
% de voto y escaños en la circunscripción de Fuerteventura.
| Elecciones y fecha | Votos | %    | Diputados (en La Gomera) | Posición (en La Gomera) |
| ------------------ | ----- | ---- | ------------------------ | ----------------------- |
| 1983               | 3.294 | 38,3 | 2/4                      | 2.º                     |